# Björnö, Norrtälje kommun
Björnö är en herrgård i Frötuna socken cirka tre kilometer från Norrtälje. Gården ligger vid innersta delen av Norrtäljeviken.
På 1360-talet tillhörde Björnö Vasaätten. På 1500-talet kom egendomen i släkten Tre Rosors ägo. År 1672 kom det till släkten Bonde af Björnö. Släkten Bonde bildade Björnö fideikommiss, som var i kraft 1683–1833. Fideikommisset omfattade 3160 hektar och överflyttades 1833 av Gustaf Trolle-Bonde till Sävstaholms slott i Vingåker. Efter år 1833 växlade Björnö ägare flera gånger samt styckades så att det år 1924 endast fanns kvar 1278 hektar, varav 180 hektar var åker.